# Physocypria fadeewi
Physocypria fadeewi är en kräftdjursart som beskrevs av Dubowsky 1927. Physocypria fadeewi ingår i släktet Physocypria och familjen Cyprididae. Inga underarter finns listade i Catalogue of Life.